# Thomas Say
Thomas Say (27. června 1787, Filadelfie – 10. října 1834, Nová Harmonie) byl americký přírodovědec, entomolog, malakolog, herpetolog a karcinolog. Je považován za otce popisu hmyzu ve Spojených státech a v Americe je stále několik ocenění, která nesou jeho jméno.

## Život
Thomas Say se narodil ve Filadelfii do prominentní rodiny. Byl pravnukem Johna Bartrama, amerického botanika, o kterém Linné řekl, že je to „největší botanik na světě“. Say již v mládí projevoval zájem o zahrady, kde často chytal motýli a brouky, které uchovával jako vzorky.
V dospělosti se stal lékárníkem. V roce 1812 pomohl založit Akademii přírodních věd ve Filadelfii a roku 1816 se poprvé setkal s Charlesem Alexandrem Lesueurem, francouzským přírodovědcem, malakologem a ichtyologem. Krátce nato začal dělat četné výpravy do hraničních oblastí, kde riskoval útoky indiánů a podnikal nebezpečné cesty po divoké přírodě. V roce 1818 Say doprovázel přátele Williama Maclurea a geologa Gerharda Troosta na expedice do Gruzie a na Floridu.
Mezi lety 1819 a 1820 vedl major Stephen Harriman Long průzkum Skalistých hor a přítoků řeky Missouri právě se Sayem. Na této jejich expedici byly poprvé stručně popsány druhy jako kojot, liška šedohnědá, lesňáček oranžovokorunkatý, papežík lazurový, strnádka travní, čížek mexický, tyranovec okrovobřichý a další. V roce 1823 sloužil jako hlavní zoolog na dlouhých expedicích do horních toků řeky Mississippi. Také doprovázel několik dalších významných přírodovědců na různých cestách.
Dne 4. ledna 1827 se Thomas tajně oženil s Lucy Way Sistare, se kterou se setkal při cestě na New Harmony, kde nakonec také dožil. Lucy byla umělkyně a ilustrátorka, také byla jako první žena zvolena členkou Akademie přírodních věd. V New Harmony také Say dokončil jeho monumentální dílo popisující hmyz a měkkýše. Jinak byl ale Thomas Say skromný a nenáročný člověk, v New Harmony žil téměř jako poustevník.
Zemřel na břišní tyfus na New Harmony dne 10. října 1834, kdy mu bylo 47 let.